# Stadium Merdeka
Stadium Merdeka ("Självständighetsstadion") är en idrottsarena i Kuala Lumpur. Den invigdes 31 augusti 1957.

### Fotnoter
1. ↑  Lim Kit Siang. Merdeka Stadium and National Stadium - the fifth injustice and disservice in a week to the memory and legacy of Tunku on birthday centenary commemoration - Cabinet and not PNB should designate them national heritage and monuments. DAP Malaysia. 12 February 2003. Retrieved 17 August 2007.
2. ↑  National Sports Complex Arkiverad 21 augusti 2007 hämtat från the Wayback Machine.. Cuti Malaysia. Retrieved 17 August 2007.